# Мільжинек
Мільжинек (пол. Milżynek) — село в Польщі, у гміні Любранець Влоцлавського повіту Куявсько-Поморського воєводства.
Населення — 151 особа (2011).
У 1975-1998 роках село належало до Влоцлавського воєводства.

## Демографія
Демографічна структура станом на 31 березня 2011 року:
|          | Загалом | Допрацездатний вік | Працездатний вік | Постпрацездатний вік |
| -------- | ------- | ------------------ | ---------------- | -------------------- |
| Чоловіки | 83      | 18                 | 58               | 7                    |
| Жінки    | 68      | 12                 | 36               | 20                   |
| Разом    | 151     | 30                 | 94               | 27                   |